# ذكريات (أغنية)
ذكريات: أغنية للمطربة المصرية أم كلثوم الملقَّبة بكوكب الشرق، من كلمات الشاعر أحمد رامي باللغة العربية الفصحى، وألحان الموسيقار رياض السنباطي، غنتها أول مرة عام 1955م، وتُعرف الأغنية باسم (ذكريات) و(قصة حبِّي).

## أداء الأغنية
أدَّت الأغنيَّة في عدد من الحفَلات داخل مصر وخارجها، وهي:
- مصر حديقة الأزبكية 117 د 1955-02-03
- مصر نادي الضباط بالزمالك 82 د 1955-02-23
- مصر حديقة الأزبكية 63 د 1955-03-03
- مصر حديقة الأزبكية 85 د 1955-05-05
- لبنان مسرح اليونسكو بيروت 85 د 1955-05-14
- لبنان بيسين عالية 83 د 1955-08-29
- سوريا مسرح اللاييك - جمعية المبرة 85 د 1955-09-08
- سوريا سينما دمشق 72 د 1955-09-17
- مصر سينما ريفولي 60 د 1955-10-20
- مصر حديقة الأزبكية 75 د 1956-03-01
- مصر حديقة الأزبكية 100 د 1957-02-07
- مصر حديقة الأزبكية 110 د 1957-05-02
- لبنان مسرح اليونسكو - بيروت 61 د 1957-08-26
- مصر سينما ريفولي 63 د 1957-12-19
- مصر حديقة الأزبكية 75 د 1958-06-05
- سوريا مسرح معرض دمشق الدولي 80 د 1958-08-08
- مصر قصر النيل 68 د 1959-06-04
- مصر سينما أوبرا 68 د 1960-01-07
- مصر سينما ريفولي 63 د 1960-03-31
- مصر حديقة الأزبكية 74 د 1961-04-06[4]

## وصلات خارجية
- Zekrayat - Umm Kulthum ذكريات - ام كلثوم